# Ctenophthalmus dux
Ctenophthalmus dux är en loppart som beskrevs av Jordan et Rothschild 1915. Ctenophthalmus dux ingår i släktet Ctenophthalmus och familjen mullvadsloppor. Inga underarter finns listade i Catalogue of Life.